# Stalking
Stalking je nevhodné chování, projevující se zejména opakovaným fyzickým sledováním, nechtěnými kontakty (dopisy atp.), dlouhodobým sledováním aktivit určité osoby a sbíráním informací o ní, případně nemístným oslovováním jejích příbuzných, přátel atp. Takový zájem cílenou osobu obtěžuje, narušuje její soukromí a vzbuzuje u ní strach; někdy ústí až v trestní stíhání pronásledovatele, stalkera. Stalker je až patologicky posedlý zájmem o osobu, kterou pronásleduje, často je veřejně známá, nebo jemu blízká, např. bývalý partner. 

## Vznik pojmu
Pojem „stalking“ byl poprvé použit v USA v 90. letech 20. století v klinických studiích Meloye a Gotharda, a to přímo ve významu jeho doslovného překladu „pronásledování“, případně i „stopování divoké zvěře“ (jako divoká zvěř zde ovšem vystupuje stalkerova oběť). Rychle se vžil, především pak v odborné psychiatrické a psychologické literatuře.

## Stalking jako trestný čin
Odborný pojem stalkingu se později prosadil i v trestním právu, přes USA a Velkou Británii se postupně dostal např. do Belgie či Nizozemí. V Rakousku byl jako trestný čin zaveden v roce 2006 a v Německu o rok později.
Od 1. ledna 2010 se s účinností nového trestního zákoníku dostal i do českého právního řádu, a to jako nový trestný čin Nebezpečné pronásledování. Patří mezi trestné činy narušující soužití lidí a je upraven v § 354. Jeho skutková podstata spočívá v tom, že někdo jiného dlouhodobě pronásleduje, např. vyhledává jeho osobní blízkost nebo ho sleduje, vytrvale jej kontaktuje (písemně, ale i prostřednictvím mobilu či e-mailu), omezuje jej v jeho obvyklém způsobu života, za účelem kontaktu zneužije jeho osobních údajů či jemu nebo osobám blízkým dokonce vyhrožuje ublížením na zdraví nebo jinou újmou. To vše za podmínky, že vyhrožování v pronásledované osobě vzbudí důvodnou obavu o život nebo zdraví. Pachateli pak v základní sazbě hrozí trest odnětí svobody až na jeden rok, při naplnění kvalifikované skutkové podstaty, je-li pronásledovaným dítě nebo těhotná žena, případně je pronásledujících více či je použita zbraň, na šest měsíců až tři roky.